# Palau ai Giochi della XXXI Olimpiade
Palau ha partecipato ai Giochi della XXXI Olimpiade di Rio de Janeiro, che si sono svolti dal 5 al 21 agosto 2016, con una delegazione di 5 atleti, con una delegazione di cinque atleti impegnati in quattro: atletica leggera, canoa, lotta e nuoto. Portabandiera alla cerimonia di apertura è stato il lottatore Florian Skilang Temengil. Si è trattato della quinta partecipazione di questo paese ai Giochi. Non sono state conquistate medaglie.

## Atletica leggera
| Gara  | Atleta         | Batterie | Batterie | Quarti | Quarti | Semifinali      | Semifinali      | Finale          | Finale          |
| Gara  | Atleta         | Tempo    | Pos.     | Tempo  | Pos.   | Tempo           | Pos.            | Tempo           | Pos.            |
| ----- | -------------- | -------- | -------- | ------ | ------ | --------------- | --------------- | --------------- | --------------- |
| 100 m | Rodman Teltull | 10"53    | 1º Q     | 10"64  | 8º     | Non qualificato | Non qualificato | Non qualificato | Non qualificato |

## Canoa/Kayak

### Velocità
Femminile
| Atleta           | Evento    | Batteria | Batteria   | Semifinale      | Semifinale      | Finale          | Finale          |
| Atleta           | Evento    | Tempo    | Classifica | Tempo           | Classifica      | Tempo           | Classifica      |
| ---------------- | --------- | -------- | ---------- | --------------- | --------------- | --------------- | --------------- |
| Marina Toribiong | K-1 200 m | 48"913   | 6ª Q       | 48"306          | 8ª              | non qualificata | non qualificata |
| Marina Toribiong | K-1 500 m | 2'14"807 | 7ª         | non qualificata | non qualificata | non qualificata | non qualificata |

## Lotta

### Libera
Maschile
| Atleta                   | Evento  | Qualificazione       | Sedicesimi                   | Quarti               | Semifinali           | Ripescaggio Turno 2  | Ripescaggio Turno 2  | Finale               | Pos. |
| Atleta                   | Evento  | Avversario Risultato | Avversario Risultato         | Avversario Risultato | Avversario Risultato | Avversario Risultato | Avversario Risultato | Avversario Risultato | Pos. |
| ------------------------ | ------- | -------------------- | ---------------------------- | -------------------- | -------------------- | -------------------- | -------------------- | -------------------- | ---- |
| Florian Skilang Temengil | −125 kg | Bye                  | Dániel Ligeti (HUN) P 0-4 ST | non qualificato      | non qualificato      | non qualificato      | non qualificato      | non qualificato      | 19º  |

## Nuoto
Maschile
| Atleta                  | Evento           | Batteria | Batteria   | Semifinale      | Semifinale      | Finale          | Finale          |
| Atleta                  | Evento           | Tempo    | Classifica | Tempo           | Classifica      | Tempo           | Classifica      |
| ----------------------- | ---------------- | -------- | ---------- | --------------- | --------------- | --------------- | --------------- |
| Shawn Dingilius-Wallace | 50m stile libero | 26"78    | 72º        | Non qualificato | Non qualificato | Non qualificato | Non qualificato |

Femminile
| Atleta            | Evento           | Batteria | Batteria   | Semifinale      | Semifinale      | Finale          | Finale          |
| Atleta            | Evento           | Tempo    | Classifica | Tempo           | Classifica      | Tempo           | Classifica      |
| ----------------- | ---------------- | -------- | ---------- | --------------- | --------------- | --------------- | --------------- |
| Dirngulbai Misech | 50m stile libero | 29"19    | 65ª        | Non qualificata | Non qualificata | Non qualificata | Non qualificata |